# Wiesenbronn
Wiesenbronn – miejscowość i gmina w Niemczech, w kraju związkowym Bawaria, w rejencji Dolna Frankonia, w regionie Würzburg, w powiecie Kitzingen, wchodzi w skład wspólnoty administracyjnej Großlangheim. Leży w Steigerwaldzie, około 10 km na wschód od Kitzingen.

## Demografia
| Rok  | Liczba mieszk. |
| ---- | -------------- |
| 1970 | 862            |
| 1987 | 848            |
| 2000 | 938            |

## Oświata
W gminie znajduje się 50 miejsc przedszkolnych (z 36 dziećmi).